# Cuenta en el sol
«Cuenta en el sol» es una canción compuesta en 1994 por el músico argentino Luis Alberto Spinetta, interpretada por la banda Spinetta y los Socios del Desierto en el álbum homónimo de 1997, primero de la banda y 25.º en el que tiene participación decisiva Spinetta. 
La canción fue estrenada en el recital debut de Spinetta y los Socios del Desierto en el Velódromo de Buenos Aires el 18 de noviembre de 1994. Spinetta y los Socios del Desierto fue un trío integrado por Marcelo Torres (bajo), Daniel Wirtz (batería) y Luis Alberto Spinetta (guitarra y voz).

## Contexto
El tema pertenece al álbum doble Spinetta y los Socios del Desierto, el primero de los cuatro álbumes de la banda homónima, integrada por Luis Alberto Spinetta (voz y guitarra), Marcelo Torres (bajo) y Daniel Wirtz (batería). El trío había sido formada en 1994 a iniciativa de Spinetta, con el fin de volver a sus raíces roqueras, con una banda de garaje. Los Socios ganaron una amplia popularidad, realizando conciertos multitudinarios en Argentina y Chile.
El álbum doble Spinetta y los Socios del Desierto ha sido considerado como una "cumbre" de la última etapa creativa de Luis Alberto Spinetta. El álbum fue grabado en 1995, pero recién pudo ser editado en 1997, debido a la negativa de las principales compañías discográficas, a aceptar las condiciones artísticas y económicas que exigía Spinetta, lo que lo llevó a una fuerte confrontación pública con las mismas y algunos medios de prensa.
El disco coincide con un momento del mundo caracterizado por el auge de la globalización y las atrocidades de la Guerra de Bosnia -sobre la cual el álbum incluye un tema-. En Argentina coincide con un momento de profundo cambio social, con la aparición de la desocupación de masas -luego de más de medio siglo sin conocer el fenómeno, la criminalidad -casi inexistente hasta ese momento-, la desaparición de la famosa clase media argentina y la aparición de una sociedad fracturada, con un enorme sector precario y marginado, que fue la contracara del pequeño sector beneficiado que se autodenominó como los "ricos y famosos".

## El tema
El tema es el séptimo track del Disco 1 del álbum doble. Fue uno de los primeros que ensayaron Spinetta y Los Socios del Desierto a partir de abril de 1994 y fue estrenado el 18 de noviembre de ese año en el concierto de presentación que la banda realizó en el Velódromo de Buenos Aires.
Se trata de un rock fuerte, muy característico del estilo del trío, que Spinetta describía como un "aserradero sinfónico", y distinguía de sus baladas anunciando que "se terminó la paz.  El crítico musical Oscar Finkelstein incluye "Cuenta en el sol" dentro de un género particular que denomina "rock spinettiano". "Muestra al Spinetta rockero y virulento... El riff rítmico de la canción es ultra pegadizo, y su solo anticipado por un “¡Vamos Luigi!” se corresponde perfectamente al aire urbano y movido de este track".
Como es habitual en las canciones de Spinetta, la letra está relatada en segunda persona. Se trata de una canción de condena del consumismo, la frivolidad y el egoísmo promovidos en la década de 1990. El rechazo de Spinetta es radical y en el estribillo, luego decir que es "un mundo de locos y fascistas", le pide a su interlocutor que le diga cómo hacer para cambiarlo. El título utiliza la figura de la cuenta bancaria, para expresar que la cuenta en el banco puede darte muchas cosas -en esos años hubo un boom de compras a crédito que marcó la época-, pero te hace perder la "cuenta en el sol".

Tienes un poder mejor
tienes un nuevo reloj
ya no tienes cuenta en el sol.

Puedes mejorar el lifting
aunque puedes mendigar
lo que tienes es petróleo en el mar, ah

Es este mundo de locos y fascistas
dime nena como puedo yo cambiarlo
"Cuenta en el sol" (fragmento)

En un recital que la banda realizó en Dr. Jekyll en 1996, Spinetta le contó al público de qué trata el tema:

Ustedes saben que en la medida que ignoramos un montón de cosas importantísimas, vamos perdiendo una cuenta en el sol, que es la cuenta de la luz. Pero no la de Edenor, la de la vida. Y la cuenta del sol disminuye, porque es la cuenta de la dicha.
Luis Alberto Spinetta

La letra incluye también la siguiente frase: "Cuidado con el bobero, nena". El bobero, era un ser legendario al que se refería el personaje Aníbal ("Cuidado con el bobero"), creado por el humorista argentino Juan Carlos Calabró en la década de 1980, que se llevaba a las personas bobas.